# NGC 3691
NGC 3691 је спирална галаксија у сазвежђу Лав која се налази на NGC листи објеката дубоког неба.
Деклинација објекта је + 16° 55' 12" а ректасцензија 11h 28m 9,4s. Привидна величина (магнитуда) објекта NGC 3691 износи 12,4 а фотографска магнитуда 13,3. NGC 3691 је још познат и под ознакама UGC 6464, MCG 3-29-53, CGCG 96-50, ARAK 294, IRAS 11255+1711, PGC 35292.